# Duurrijden (schaatsen)
Duurrijden is een individuele vorm van de schaatssport waarbij in een bepaalde tijdstermijn (doorgaans een uur) een zo groot mogelijk afstand wordt afgelegd. Het uurrecord staat sinds 9 december 2015 op naam van Erik Jan Kooiman (43,736 kilometer). Dit record werd geschaatst in Inzell. Het 24-uursrecord staat, sinds 22 maart 2025, op naam van Jochem Kerssies met een afstand van 680,206 kilometer.
Sinds 13 december 2022 staat het werelduurrecord op natuurijs op naam van Bart Vreugdenhil, die in Winterswijk op de ijsbaan van de Winterswijkse IJsvereniging het voormalige record uit 1949 van Marius Strijbis verbrak en in een uur 36,7 km schaatste.